# Nomura Holdings
Nomura Holdings, Inc. (野村ホールディングス株式会社, Nomura hōrudingusu kabushiki gaisha) je japonská finanční holdingová společnost a hlavní člen skupiny Nomura. Spolu se svými makléřskými, bankovními a dalšími dceřinými společnostmi, poskytujícími finanční služby, poskytuje investiční, finanční a související služby individuálním, institucionálním a státním zákazníkům na všech světových trzích, s důrazem na obchody s cennými papíry.

## Historie
Historie společnosti Nomura se začala psát 25. prosince 1925, kdy společnost Nomura Securities Co., Ltd. (NSC) byla založena v Ósace jako spin-off z oddělení cenných papírů banky Osaka Nomura Bank Co., Ltd. (dnešní Resona Bank). Společnost NSC se zpočátku zaměřovala na trh s dluhopisy. Byla pojmenována po svém zakladateli (Tokushichi Nomura II), bohatém japonském podnikateli a investorovi. Ten již dříve, v roce 1918, založil banku Osaka Nomura, která vycházela z modelu Mitsui zaibacu s kapitálem 10 milionů jüanů. Stejně jako většina japonských konglomerátů neboli zaibacu vznikla v Ósace, ale dnes působí v Tokiu. Společnost NSC získala oprávnění obchodovat s akciemi v roce 1938 a v roce 1961 vstoupila na burzu. 
V říjnu 2008 koupila Nomura většinu asijských aktivit Lehman Brothers spolu s jejími evropskými aktivitami v investičním bankovnictví a obchodování na kapitálových trzích. Vytvořila tak jednu z největších nezávislých investičních bank na světě, s aktivy ve výši 198 miliard liber (20 300 miliard Y). V dubnu 2009 byla globální centrála investičního bankovnictví přesunuta z Tokia do Londýna v rámci strategie přesunu zaměření společnosti z Japonska na globální trhy.

## Nomura Holdings a členské společnosti
Nomura Holdings, Inc. je holdingovou společností skupiny Nomura a jejím hlavním členem. Jako keiretsu, Nomura Holdings, Inc. přímo neřídí členské společnosti, ale spíše si ponechává kontrolní podíly a křížová vlastnictví akcií a řídí finanční pomoc mezi členskými společnostmi, jako ochranu před potenciálními pokusy o nepřátelská převzetí. 